# Pomnik Piotra Skrzyneckiego w Krakowie (Rynek Główny)
Pomnik Piotra Skrzyneckiego – pomnik znajdujący się w Krakowie na Starym Mieście, na Rynku Głównym 29 przed Kamienicą Pod Blachą.
Piotr Skrzynecki twórca i kierownik artystyczny, reżyser i scenarzysta oraz konferansjer kabaretu Piwnica pod Baranami, siedzący przy stoliku, w ulubionym kącie ogródka drink baru Vis-à-Vis, w miejscu będącym nieformalnym biurem Piwnicy, tam gdzie spotykali się artyści z nią związani.
Pomnik z brązu jest dziełem Krystyny Borkowskiej-Niemojewskiej i Łukasza Niemojewskiego. Ufundował go Zbigniew Preisner z Władysławem Bartoszewskim. Odsłonięty został 29 czerwca 2000 roku.

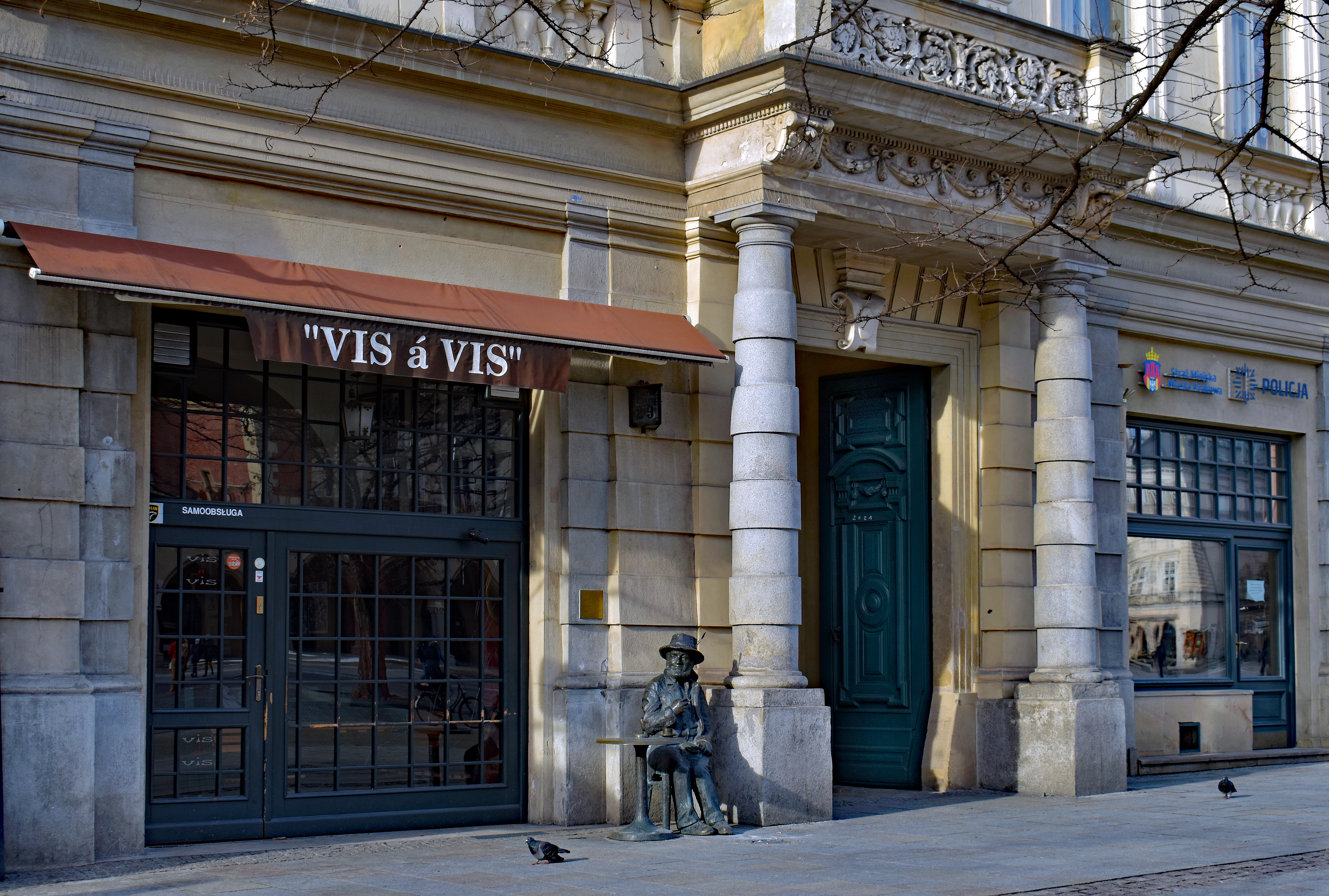
Wejście do baru Vis-à-vis i pomnik
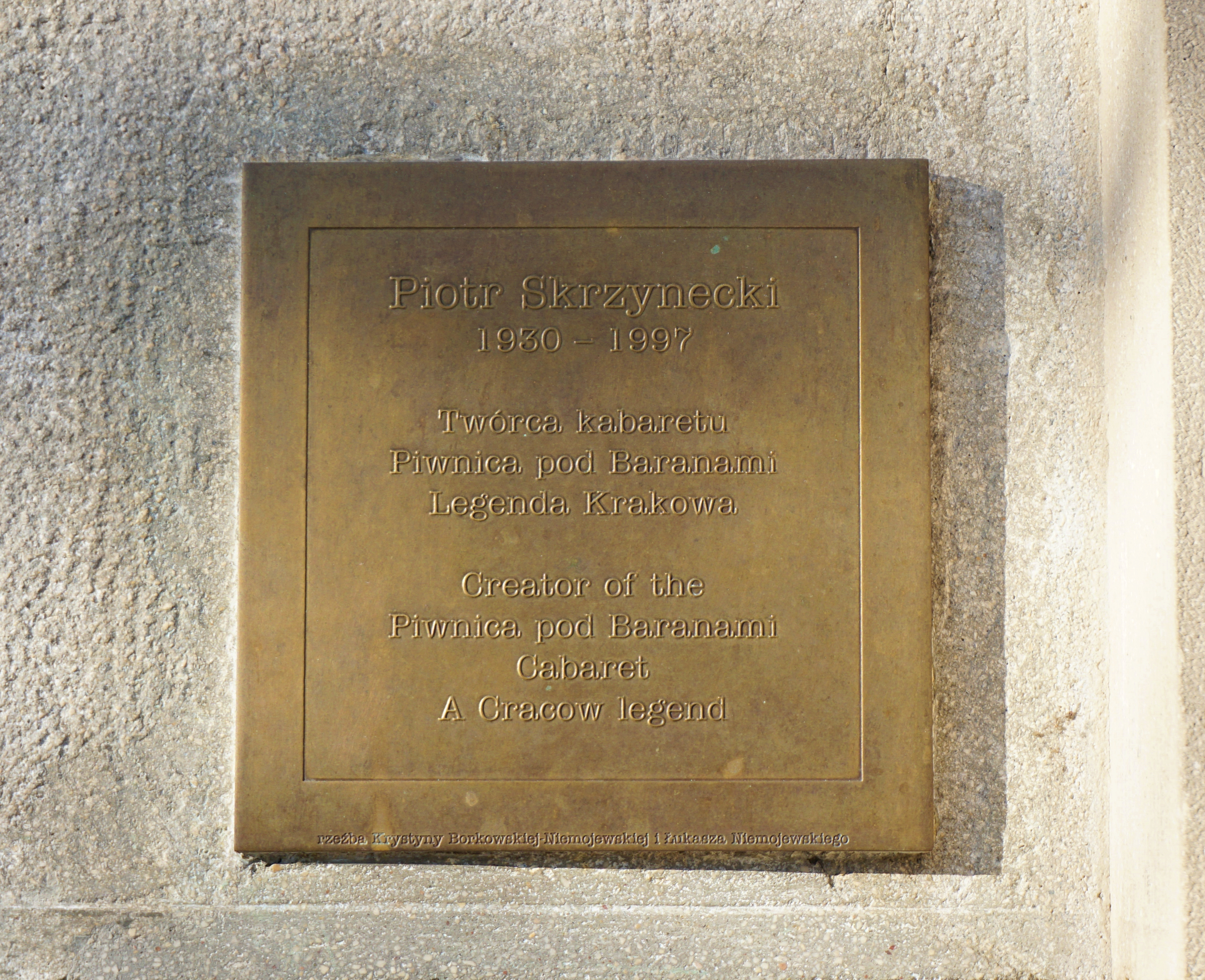
Tablica pamiątkowa